# المؤسسة العمومية الإستشفائية تمالوس
المؤسسة العمومية الإستشفائية تمالوس. تقع بتمالوس ولاية سكيكدة، أنشأت بموجب المرسوم رقم 07/140 المؤرخ في 2007. تغطي المؤسسة حوالي 190000 نسمة مقسمة على 03 دوائر (تمالوس، عين قشرة، أم الطوب) .

## هيكل المؤسسة
مكونة من 06 بلديات مؤطرة من طرف طاقم إداري وتقني، يشرف على تسيير المؤسسة حسب الهرم التالي:
1. المديرية العامة
2. المديرية الفرعية للمالية والوسائل
3. المديرية الفرعية لصيانة التجهيزات الطبية والتجهيزات المرافقة
4. المديرية الفرعية للموارد البشرية
5. المديرية الفرعية للمصالح الصحية
6. المصالح التقنية

- الاستعجالات الطبية ب08 أسرة منظمة
- الأشعة
- المخبر
- حقن الدم
- الصيدلة

7ـ المصالح الإستشفائية
أـ مصلحة الطب الداخلي:
- وحدة استشفاء النساء 13 سرير تقني ـ 17 سرير منظم
- وحدة استشفائية الرجال 13 سرير تقني ـ 17 سرير منظم
- وحدة تصفية الدم 08 سرير تقني ـ 08 سرير منظم
- وحدة مكافحة الأمراض السرطانية 02 سرير تقني ـ 02 سرير منظم

ب ـ مصلحة طب الأطفال : 24 سرير تقني ـ 24 سرير منظم
- وحدة طب الأطفال : 20 سرير تقني ـ 20 سرير منظم
- وحدة الرضع : 04 أسرة تقنية ـ 04 أسرة منظمة

ج ـ مصلحة أمراض النساء والتوليد: 16 سرير تقني ـ 18 سرير منظم
- وحدة التوليد : 12 سرير تقني ـ 18 سرير منظم
- وحدة أمراض النساء : 04 سرير تقني ـ 04 سرير منظم
- وحدة طب الأطفال : 20 سرير تقني ـ 20 سرير منظم
- وحدة الرضع : 04 أسرة تقنية ـ 04 أسرة منظمة

* مصلحة المخبر المركزي وحقن الدم
تتكون المصلحة من:
1. وحدة تحاليل البيوكيمياتئية
2. وحدة تحاليل البيولوجيا
3. تحاليل الدم والسيرولوجيا ونقطة التبرع بالدم

* وحدة تصفية الدم
أنشأت الوحدة سنة 2008، تتكون الوحدة من 14 جهاز للتصفية مقسمة على أربع قاعات:
1. القاعة رقم 01 : تحتوي على 06 أجهزة
2. القاعة رقم 02 : تحتوي على 04 أجهزة
3. القاعة رقم 03 : تحتوي على 02 جهازين
4. قاعة الاستعجالات: 02 جهازين

تقوم الوحدة بتغطية كاملة لجميع مرضى الوحدة بمعدل03 حصة لكل مريض خلال الأسبوع حسب رأي الطبيبة.
تقوم الوحدة بتغطية 750 حصة مبرمجة أسبوعيا. كما تقوم بتغطية 20 حصة مستعجلة شهريا حيث تم بلوغ الرقم 8560 حصة خلال سنة 2017.
يؤطر هذا النشاط:
1. 01 طبيبة أخصائية في أمراض الكلى
2. 07 أطباء عامون
3. 21 ممرض
4. 09 أعوان